# شيخ آباد شيخه (مقاطعة دلفان)
شيخ‌آباد شيخه (بالفارسية: شیخ‌آباد شیخه) هي قرية تقع في قسم ميربغ الشمالي الريفي (مقاطعة دلفان) في إيران. يقدر عدد سكانها بـ 287 نسمة بحسب إحصاء 2016.